# Liina Tennosaar
Liina Tennosaar (født 23. maj 1965 i i Tallinn) er en estisk film- og tv-skuespiller. Hun blev født i Estland som datter af Kalmer Tennosaar og Sirje Tennosaar.
Liina Tennosaar har både hel- og halvsøskende fra sin fars andet ægteskab. Hendes far var en populær estisk journalist, sanger og tv-personlighed, der måske bedst huskes som "Onkel Kalmer" (estisk: Onu Kalmer), der var vært på ETV børne-serien Entel-Tentel. Hendes mor arbejdede som skuespillerinde på såvel teater, som i film og på tv.
Liina Tennosaar gik i grundskole og på gymnasium i Tallinn, hvor hun tog eksamen i 1982. Siden studerede hun til skuespiller på det daværende Tallinns Statskonservatorium - Afdelingen for Scenekunst (nu Estlands musik- og teaterakademi), hvor hun tog eksamen fra i 1986.

## Karriere på teaterscenen
Efter eksamen begyndte Liina Tennosaar et toårigt engagement på Vanemuine-teatret i Tartu, der sluttede i 1988. Fra 1998 til 1993 var hun ansat som skuespiller ved Endla Teater i Pärnu, og havde ansættelse fra 1996 til 2001 ved Vanalinnastuudio i Tallinn. Siden 2001 har hun været freelanceskuespiller. Hun har optrådt i produktioner på adskillige teatre i hele Estland, herunder Ugala-teatret, Tallinna Kammerteater, Vannalinnastuudio med flere.
I 1993 modtog hun Ants Lauter Award for sit portræt af karakteren "Josie Hogan" i en Priit Pedajas-iscenesat opsætning af Eugene O'Neill's A Moon for the Misbegotten (estisk oversat titel: Saatuse heidikute kuu) på Endla Teater.

## Fjernsyn
Liina Tennosaar fik sin tv-debut i en alder af 22 år, som "Mari", i den estiske komediefilm Püha Susanna ehk meistrite kool fra 1983. Dette blev efterfulgt af rollen som "Aili Tõru" i den Ago-Endrik Kerge-instruerede tv-dramafilm Võtmeküsimus fra 1986 og rollen som "Rose" i den historiske drama-film Tants aurukatla ümber fra 1987 (instrueret af Peeter Simm), der bygger på den estiske forfatter Mats Traats roman af samme navn. I 2004 optrådte hun i tv-filmen Taksirengit instrueret af Jussi Niilekselä, baseret på et skuespil af Mihkel Ulman.
Fra 1997 til 1999 spillede hun karakteren "Tiiu" i den ETV-tv-serie Õnne 13. Hun har desuden optrådt i estiske tv-serier som Urpo & Turpo, Ohtlik lend, Ühikarotid, Kelgukoerad, Kättemaksukontor, Elu keset linna og Viimane võmm. I 2017 optrådte hun som "Inga" i TV3's mysteriedramaserie Merivälja og som "Merle" i Viaplay-krimiserien Hvem skød Otto Mueller? fra 2022.

## Film
Tennosaar fik sin spillefilmdebut i 1990 i hovedrollen som "Juuli" i den Arvo Kruusement-instruerede film Sügis, produceret af Tallinnfilm. Filmen var baseret på bogen af samme navn og den sidste del af en trilogi bestående af både romaner og film. Dette blev efterfulgt af en lille rolle i den Pekka Karjalainen-instruerede komedie Hysteria fra 1993; en fælles finsk-estisk produktion.
I 2007 optrådte hun i en lille rolle i det Veiko Õunpuu-instruerede drama Sügisball, inspireret af forfatteren Mati Unts roman fra 1979 af samme navn. Samme år optrådte hun som "Viire" i den Andres Maimik- og Rain Tolk-instruerede road movie-komedie Jan Uuspõld läheb Tartusse; en film, der portrætterer den estiske skuespiller Jan Uuspõld som en uheldig karikatur af sig selv, der forsøger at blaffe fra Tallinn til Tartu for at optræde i en rolle på Vanemuine-teatret. Dette blev efterfulgt af en rolle i det Ain Mäeots-instruerede drama Taarka fra 2008, hvor hun spiller hovedpersonens mor. Filmen var baseret på skuespillet af samme navn af võro-digteren og forfatteren Kauksi Ülle. Andre bemærkelsesværdige roller på film omfatter bl.a. "Toomas' mor" i den Hannu Salonen-instruerede drama-thriller Vasha fra 2009, rollen som "Riina" i det Ain Mäeot- instruerede drama Deemonid fra 2012, og i Andrejs Ekis' og Tanel Ingis-instruerede komedie Things, We Do Not Talk About fra 2020. Tennosaar har desuden optrådt i en række kortfilm og elevfilm.

## Privatliv
Liina Tennosaar har været gift to gange; første ægteskab var med skuespilleren, dukkeføreren og sangeren Heino Seljamaa fra 1984 frem til skilsmissen i 1993. Parret har en søn, Jass Seljamaa, født i 1985, der også er blevet skuespiller. Hendes andet ægteskab var med skuespilleren Sten Zupping, som hun har datteren Epp med. Tennosaar og Zupping blev skilt i 2008. Tennosaar har siden 2008 dannet par med teater- og filmskuespilleren og sceneinstruktøren Egon Nuter.